# Стреженський (струмок)
Стреженський — струмок в Україні, у Путильському районі Чернівецької області, правий доплив  Білого Черемошу (басейн Дунаю).

## Опис
Довжина струмка приблизно 5 км. Формується з багатьох безіменних струмків.

## Розташування
Бере початок на південно-західних схилах хребта Максимець. Тече переважно на південний захід і біля села Голошина впадає у річку Білий Черемош, праву притоку Черемошу.